# ديفيد فراي (إنتحال شخصية)
ديفيد فراي (بالإنجليزية: David Frye)‏ هو إنتحال شخصية أمريكي، ولد في 21 نوفمبر 1933 في بروكلين في الولايات المتحدة، وتوفي في 24 يناير 2011 في لاس فيغاس في الولايات المتحدة بسبب نوبة قلبية.

## وصلات خارجية
- ديفيد فراي على موقع IMDb (الإنجليزية)
- ديفيد فراي على موقع ميوزك برينز (الإنجليزية)